# Кокор
Кокор (рус. Кокор) малено је руско острво на крајњем истоку акваторије Финског залива Балтичког мора. Острво се налази на око један километар западно од нешто већег острва Сескара и административно припада Кингисепшком рејону Лењинградске области.
Површина острва је свега 2,4 хектара. Углавном је обрасло четинарским шумама бора и смреке, док је североисточна обала обрасла трском.